# Tribendimidine
Tribendimidine là một thuốc trị giun phổ rộng được phát triển ở Trung Quốc, tại Viện Bệnh ký sinh trùng quốc gia ở Thượng Hải. Nó là một dẫn xuất của amidantel.
Trong các thử nghiệm lâm sàng, nó có hiệu quả cao trong điều trị bệnh mắt cá chân, bệnh giun đũa và bệnh sán dây. Tuy nhiên, các nghiên cứu trên động vật cho thấy nó không hiệu quả trong điều trị bệnh Schistosoma mansoni hoặc Fasciola hepatica. Thuốc cũng đã thực hiện tốt trong các thử nghiệm chống lại bệnh opisthorchzheim, chữa khỏi khoảng 70% trường hợp.
Tribendimidine được sản xuất bởi Công ty TNHH Dược phẩm Shandong Xinhua tại Zibo, Shandong, Trung Quốc. Nó đã được phê duyệt bởi Cục Quản lý Thực phẩm và Dược phẩm Trung Quốc vào năm 2007.